# Discodesmus senex
Discodesmus senex är en mångfotingart som beskrevs av Cook 1896. Discodesmus senex ingår i släktet Discodesmus, ordningen banddubbelfotingar, klassen dubbelfotingar, fylumet leddjur och riket djur. Inga underarter finns listade i Catalogue of Life.